# Masatomo Kuba
Masatomo Kuba (født 21. november 1984) er en tidligere japansk fodboldspiller.
Han har spillet for flere forskellige klubber i sin karriere, herunder Tokyo Verdy.